# باد (آلبوم)
| بررسی انتقادی | بررسی انتقادی |
| منبع          | رتبه‌بندی      |
| ------------- | ------------- |
| آل‌میوزیک      | [ ۱ ]         |
| گاردین        | [ ۲ ]         |

باد عنوان آلبومی مشترک از کیهان کلهر و اردال ارزنجان است که در نوامبر سال ۲۰۰۴ در استانبول ضبط شد و در سال ۲۰۰۶ توسط ئی‌سی‌ام رکوردز پخش شد و دوازده آهنگ دارد که بداهه‌نوازی بر اساس مقام‌های موسیقی ایران و ترکیه است.
این آلبوم در بهار ۱۳۸۵ نیز با عنوان تا بیکران دوردست در ایران توسط موسسه فرهنگی هنری آوای دوست پخش شد.

## دست‌اندرکاران
- کیهان کلهر - کمانچه
- اردال ارزنجان - باغلاما

## فهرست ترانه‌ها
- نسخه ئی‌سی‌ام رکوردز ۱۲ آهنگ دارد.

1. «باد ۱»
2. «باد ۲»
3. «باد ۳»
4. «باد ۴»
5. «باد ۵»
6. «باد ۶»
7. «باد ۷»
8. «باد ۸»
9. «باد ۹»
10. «باد ۱۰»
11. «باد ۱۱»
12. «باد ۱۲»